# Лун'янь
Лун'янь (кит. спр. 龙岩, піньїнь: Lóngyán) — міська округа у провінції Фуцзянь КНР.

## Адміністративний поділ
Префектура поділяється на 2 райони, 1 місто та 4 повіти:
| Карта                                           | Карта   | Карта    | Карта            |
| ----------------------------------------------- | ------- | -------- | ---------------- |
| Упін Чантін Шанхан Ляньчен Юндін Сіньло Чжанпін |         |          |                  |
| Статус                                          | Назва   | Оригінал | Населення (2020) |
| Район                                           | Сіньло  | 新罗区   | 841 745          |
| Район                                           | Юндін   | 永定区   | 325 880          |
| Місто                                           | Чжанпін | 漳平市   | 253 394          |
| Повіт                                           | Ляньчен | 连城县   | 250 518          |
| Повіт                                           | Шанхан  | 上杭县   | 376 392          |
| Повіт                                           | Упін    | 武平县   | 278 238          |
| Повіт                                           | Чантін  | 长汀县   | 397 470          |

## Клімат

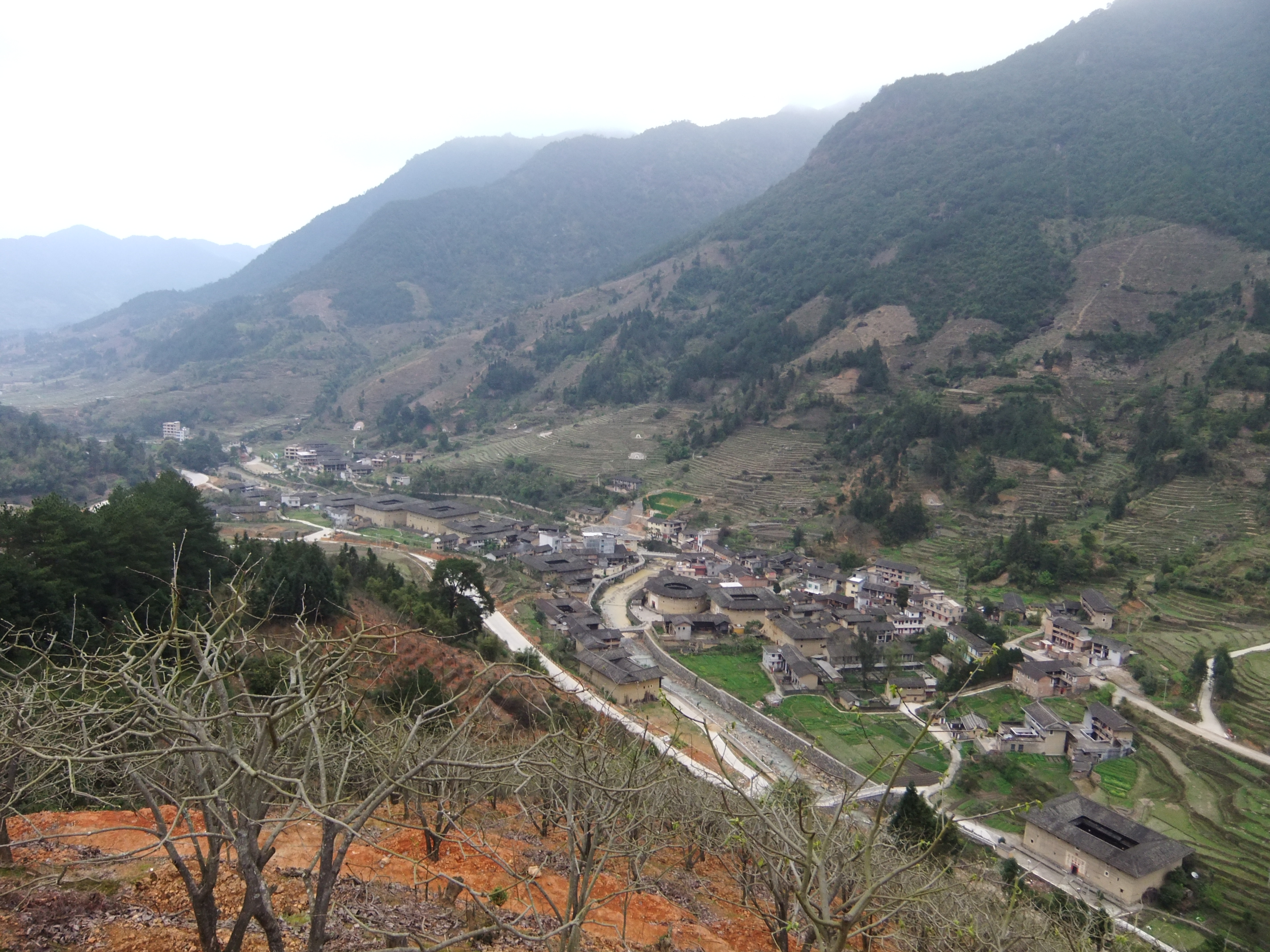
Забудовані тулоу села у долині річки Наньсі (селище Хукен, повіт Юндін) утворюють так звану «Велику стіну тулоу»

Місто знаходиться у зоні, котра характеризується вологим субтропічним кліматом. Найтепліший місяць — липень із середньою температурою 27.8 °C (82 °F). Найхолодніший місяць — січень, із середньою температурою 11.1 °С (52 °F).
| Клімат Лун'яня          | Клімат Лун'яня | Клімат Лун'яня | Клімат Лун'яня | Клімат Лун'яня | Клімат Лун'яня | Клімат Лун'яня | Клімат Лун'яня | Клімат Лун'яня | Клімат Лун'яня | Клімат Лун'яня | Клімат Лун'яня | Клімат Лун'яня | Клімат Лун'яня |
| Показник                | Січ.           | Лют.           | Бер.           | Квіт.          | Трав.          | Черв.          | Лип.           | Серп.          | Вер.           | Жовт.          | Лист.          | Груд.          | Рік            |
| Абсолютний максимум, °C | 27             | 28             | 31             | 35             | 36             | 37             | 37             | 37             | 36             | 33             | 31             | 28             | 37             |
| Середній максимум, °C   | 16             | 17             | 21             | 25             | 28             | 30             | 33             | 32             | 31             | 27             | 22             | 19             | 25             |
| Середня температура, °C | 10             | 12             | 16             | 20             | 24             | 26             | 27             | 27             | 26             | 21             | 17             | 13             | 20             |
| Середній мінімум, °C    | 5              | 8              | 12             | 16             | 20             | 22             | 22             | 22             | 21             | 16             | 12             | 8              | 15             |
| Абсолютний мінімум, °C  | −3             | −2             | 2              | 7              | 10             | 12             | 20             | 17             | 15             | 6              | 0              | 0              | −3             |
| Норма опадів, мм        | 50             | 120            | 150            | 200            | 250            | 310            | 240            | 180            | 130            | 40             | 30             | 30             | 1800           |
| Днів з дощем            | 5              | 12             | 13             | 13             | 18             | 17             | 16             | 14             | 10             | 5              | 4              | 7              | 140            |
| Вологість повітря, %    | 65             | 74             | 77             | 75             | 80             | 82             | 76             | 78             | 77             | 70             | 72             | 70             | 75             |
| ----------------------- | -------------- | -------------- | -------------- | -------------- | -------------- | -------------- | -------------- | -------------- | -------------- | -------------- | -------------- | -------------- | -------------- |
| Джерело: Weatherbase    |                |                |                |                |                |                |                |                |                |                |                |                |                |